# برنامه‌نویسی رویدادمحور
برنامه‌نویسی رویدادگرا یا برنامه نویسی رخدادگرا یک الگوی برنامه‌نویسی است که در آن، روند اجرای برنامه توسط رویدادها - مانند خروجی یک سنسور، تعاملات کاربر (مانند کلیک موس و فشار دادن کلیدها) یا پیام‌های دریافتی از سایر برنامه‌ها یا ریسه‌ها - تعیین می‌گردد.
برنامه‌نویسی رویدادگرا به عنوان یکی از پارادایم‌های برنامه‌نویسی، به‌طور گسترده برای توسعه نرم‌افزارهای مدرن، از جمله رابط‌های کاربری گرافیکی و سیستم‌های توزیع‌شده استفاده می‌شود. این مدل به کمک حلقۀ رخداد (Event Loops) کار می‌کند که به‌طور مداوم رویدادها را پایش و مدیریت می‌کنند.

## ساختار برنامه‌نویسی رویدادگرا
در برنامه‌نویسی رویدادگرا، نرم‌افزار از یک حلقه اصلی تشکیل شده است که وظایف زیر را برعهده دارد:  
- انتخاب رویداد: پایش و شناسایی رویدادهایی مانند کلیک موس، ورودی صفحه‌کلید و پیام‌های سیستم.
- اداره کردن رویدادها: اجرای فراخوان‌ها یا کدهای مرتبط با هر رویداد.

حلقۀ رخداد در این ساختار نقشی کلیدی دارد و به‌طور مستقیم یا غیرمستقیم مسئول مدیریت و اجرای توابع مرتبط با رویدادهاست. این حلقه، صف رویدادها (Event Queue) را بررسی کرده و با پردازش رویدادها، برنامه را از حالت انتظار به وضعیت اجرا درمی‌آورد.

## فریم‌ورک‌ها و کتابخانه‌ها
در بسیاری از فریم‌ورک‌های مدرن برنامه‌نویسی، کد منبع مربوط به حلقه‌های رخداد از قبل پیاده‌سازی شده است و برنامه‌نویسان تنها نیاز به تعریف نگهدارنده‌های رویداد (Event Handlers) دارند. برای مثال:  
- در جاوااسکریپت، حلقه رخداد توسط نود.جی‌اس و موتور V8 مدیریت می‌شود.
- در پایتون، از کتابخانه‌هایی مانند asyncio برای مدیریت وظایف غیرهم‌زمان و حلقه‌های رخداد استفاده می‌شود.
- در توسعه رابط‌های کاربری مانند Qt یا GTK، مدیریت رویدادها به‌صورت داخلی پیاده‌سازی شده است.

## نمونه‌ای از نگهدارنده رویداد
در برنامه‌نویسی رویدادگرا، کدهایی که برای پاسخ‌گویی به یک رویداد خاص نوشته می‌شوند، نگهدارنده رویداد (Event Handler) نام دارند. برای مثال:  
- رویداد فشردن کلید ENTER:

وقتی کاربر کلید Enter را فشار می‌دهد، یک نگهدارنده رویداد مانند OnKeyEnter() فراخوانی می‌شود که وظیفه اجرای کد مرتبط با آن رویداد را بر عهده دارد. در ادامه نمونه‌ای از پیاده‌سازی ساده ارائه می‌شود:
```
function
 
onKeyEnter
(
inputText
)
 
{

    
console
.
log
(
"کاربر متن زیر را وارد کرد:"
);

    
console
.
log
(
inputText
);

    
let
 
numbers
 
=
 
inputText
.
split
(
" "
);

    
if
 
(
numbers
.
length
 
===
 
2
)
 
{

        
let
 
sum
 
=
 
parseInt
(
numbers
[
0
])
 
+
 
parseInt
(
numbers
[
1
]);

        
console
.
log
(
"مجموع اعداد وارد شده برابر است با: "
 
+
 
sum
);

    
}
 
else
 
{

        
console
.
log
(
"ورودی نامعتبر است. لطفاً دو عدد وارد کنید."
);

    
}

}

onKeyEnter
(
"12 34"
);

```

## مزایا
- پاسخ‌گویی بالا: برنامه‌ها می‌توانند بدون توقف به رویدادهای متعدد واکنش نشان دهند.
- انعطاف‌پذیری: به‌راحتی می‌توان رویدادهای جدید به برنامه اضافه کرد.
- مقیاس‌پذیری: مناسب برای برنامه‌های مدرن مانند وب‌سرورها و رابط‌های کاربری گرافیکی که نیاز به مدیریت تعداد زیادی رویداد دارند.

## چالش‌ها
- پیچیدگی در مدیریت رویدادها: در برنامه‌های بزرگ، هماهنگی بین رویدادها و کدهای پاسخ ممکن است پیچیده شود.
- مسدود شدن حلقه رخداد: وظایف سنگین می‌توانند باعث کاهش کارایی و مسدود شدن حلقۀ رخداد شوند.

## ارتباط با حلقۀ رخداد
برنامه‌نویسی رویدادگرا به‌طور مستقیم بر پایهٔ حلقۀ رخداد بنا شده است. حلقه رخداد وظیفه پایش و مدیریت رویدادها را بر عهده دارد و از طریق فراخوانی نگهدارنده‌های رویداد، پاسخ مناسبی به ورودی‌ها یا پیام‌ها ارائه می‌دهد.